# 官陡街道
官陡街道，是中国安徽省芜湖市鸠江区下辖的一个乡镇级行政单位。

## 行政区划
官陡街道共辖以下地区：
鲁李社区、南阳社区、蓝天社区、汀孟社区、十里社区、飞阳社区、官飞社区、钱桥社区、花塘社区、神南社区、新塘社区、光明社区、北陡社区、神东社区、弋江社区、东河社区、新庄社区、安徽芜湖鸠江经济开发区社区。
31°22′06″N 118°23′40″E / 31.3682°N 118.3945°E